# Breuillet (Charente-Maritime)
Breuillet – miejscowość i gmina we Francji, w regionie Nowa Akwitania, w departamencie Charente-Maritime.
Według danych na rok 1990 gminę zamieszkiwały 1863 osoby, a gęstość zaludnienia wynosiła 93 osób/km² (wśród 1467 gmin regionu Poitou-Charentes Breuillet plasuje się na 151. miejscu pod względem liczby ludności, natomiast pod względem powierzchni na miejscu 399.).